# Перелік мостів Івано-Франківська
Перелік мостів Івано-Франківська — список наявних мостів міста Івано-Франківськ. 

## Діючі мости
В Івано-Франківську діють три автомобільні мостові переходи через обидві річки Бистриці та один шляхопровід. Також місто має декілька залізничних та невеликих пішохідних мостів. 
| Мости Івано-Франківська                             |      |                   |         |        |        |                                                                                       |
| Назва                                               | Фото | Дата відкриття    | Довжина | Ширина | Висота | Тип                                                                                   |
| Міст по вулиці Галицькій (Пасічнянський міст)       |      | н/д               | н/д     | н/д    | н/д    | Автомобільний міст через річку Бистриця Солотвинська (по 2 смуги руху в обидва боки)  |
| Міст по вулиці Тисменицькій                         |      | н/д               | н/д     | н/д    | н/д    | Автомобільний міст через річку Бистриця Надвірнянська (по 2 смуги руху в обидва боки) |
| Міст по вулиці Коновальця                           |      | н/д               | н/д     | н/д    | н/д    | Автомобільний міст через річку Бистриця Надвірнянська (по 1 смузі руху в обидва боки) |
| Шляхопровід через залізницю по вулиці Незалежності  |      | грудень 1980      | н/д     | н/д    | н/д    | Автомобільний міст через залізницю (по 2 смуги руху в обидва боки).                   |
| Залізничний міст через річку Бистриця Солотвинська  |      | н/д               | н/д     | н/д    | н/д    | Залізничний міст                                                                      |
| Залізничний міст через річку Бистриця Надвірнянська |      | н/д               | н/д     | н/д    | н/д    | Залізничний міст                                                                      |
| Залізничний шляхопровід через вулицю Вовчинецька    |      | н/д               | н/д     | н/д    | н/д    | Залізничний міст                                                                      |
| Пішохідний міст через річку Бистриця Солотвинська   |      | На початку 2000-х | н/д     | н/д    | н/д    | н/д                                                                                   |
| Пішохідний перехід через залізницю                  |      | н/д               | н/д     | н/д    | н/д    | Пішохідний перехід до локомотивного депо                                              |
| Парковий (пішохідний) міст                          |      | н/д               | н/д     | н/д    | н/д    | Пішохідний місток на озері                                                            |

н/д — немає даних

## Шляхопровід через залізницю

На старих картах вулиця Сапєжинська (Незалежності) перед колією раптово обривалася. Праворуч, паралельно залізниці, відходить вуличка Пілсудського (Шота Руставелі), на якій, і, був зведений колишній шляхопровід. Вже на іншому боці вливалася у продовження Сапєжинської

Відкрили найбільший в області залізобетонний шляхопровід через залізницю на вул. Радянській (нині — Незалежності) у грудні 1980 року.
Попередній старий міст (тоді його називали віадук) знаходився не в тому ж місці, що тепер новий, а збоку від головної магістралі на 100 метрів. На сьогодні збереглися його кам’яні опори. Зведений він був у 1895 році за проектом архітектора Максиміліана Шльоса. Через щільну забудову в тій частині вулиці Сапєжинської (Незалежності) та через те, що вулиця перетинала колії під кутом переїзд мав бути високим і довгим. Також виникала необхідність у викупі деяких приватних земельних ділянок. Тому відмовилися від ідеї зводити там міст. Натомість було прийнято рішення збудувати насип паралельно колії (по обидва боки від якої двадцятиметрова смуга землі належала залізниці), а потім перетнути їх під прямим кутом. Таким чином залізничний переїзд став коротшим та значно дешевшим.